# Fritz Theilen
Fritz Wilhelm Theilen (* 27. September 1927 in Köln; † 18. April 2012 ebenda) war als Jugendlicher beteiligt bei der Ehrenfelder Gruppe innerhalb der Kölner Edelweißpiraten im Widerstand gegen den Nationalsozialismus.

## Leben
Theilen wuchs als erster von zwei Söhnen im Kölner Arbeiterviertel Ehrenfeld auf und trat dort auch mit zehn Jahren 1937 in das NS-Jungvolk ein. Mit der Zeit distanzierte er sich aber vom Drill der Gruppe und wurde dann 1940 wegen Befehlsverweigerung gegen den Jugendgruppenführer ausgeschlossen. Er suchte Kontakt zu anderen nicht angepassten Jugendlichen um Barthel Schink, mit denen er Aktivitäten – auch ungesetzliche – gegen die herrschenden Gruppen organisierte. Während seiner Lehre als Werkzeugmacher bei Ford-Köln war er bis 1944 Angehöriger des städtischen Schnellkomandos von Polizei und Feuerwehr beim Einsatz während des Bombenkriegs. Nach mehreren Verhaftungen und Verhören tauchte er im April 1944 unter, wurde aber nach dem 20. Juli 1944 erneut verhaftet und in ein Wehrertüchtigungslager und darauf in ein Außenlager des KZ Dachau verbracht, aus dem er wieder fliehen konnte. Das Kriegsende erlebte er im Allgäu. Im August 1945 kehrte er in das zerstörte Köln zurück.
Er arbeitete bis Mitte der 1980er Jahre als Werkzeugmacher bei Ford und engagierte sich auch als Vertrauensmann der Gewerkschaft. 1984 erschien sein Buch über die Edelweißpiraten. Nachdem die Gruppe lange wegen ihrer Kriminellen Vergangenheit geächtet war, wurden die Angehörigen spät, etwa ab den 1990er Jahren, rehabilitiert. Zusammen mit den noch lebenden Kölner Edelweißpiraten erhielt er aus der Hand des Oberbürgermeisters von Köln, Jürgen Roters, im April 2011 das Bundesverdienstkreuz am Bande.
Seit 1983 lebte Theilen in Nörvenich-Frauwüllesheim. Im April 2012 starb er nach einem Schlaganfall.

## Werke/Literatur
- Fritz Theilen: Edelweißpiraten. Fischer, Frankfurt am Main 1984, ISBN 3-596-27548-2